# Qaqortoq

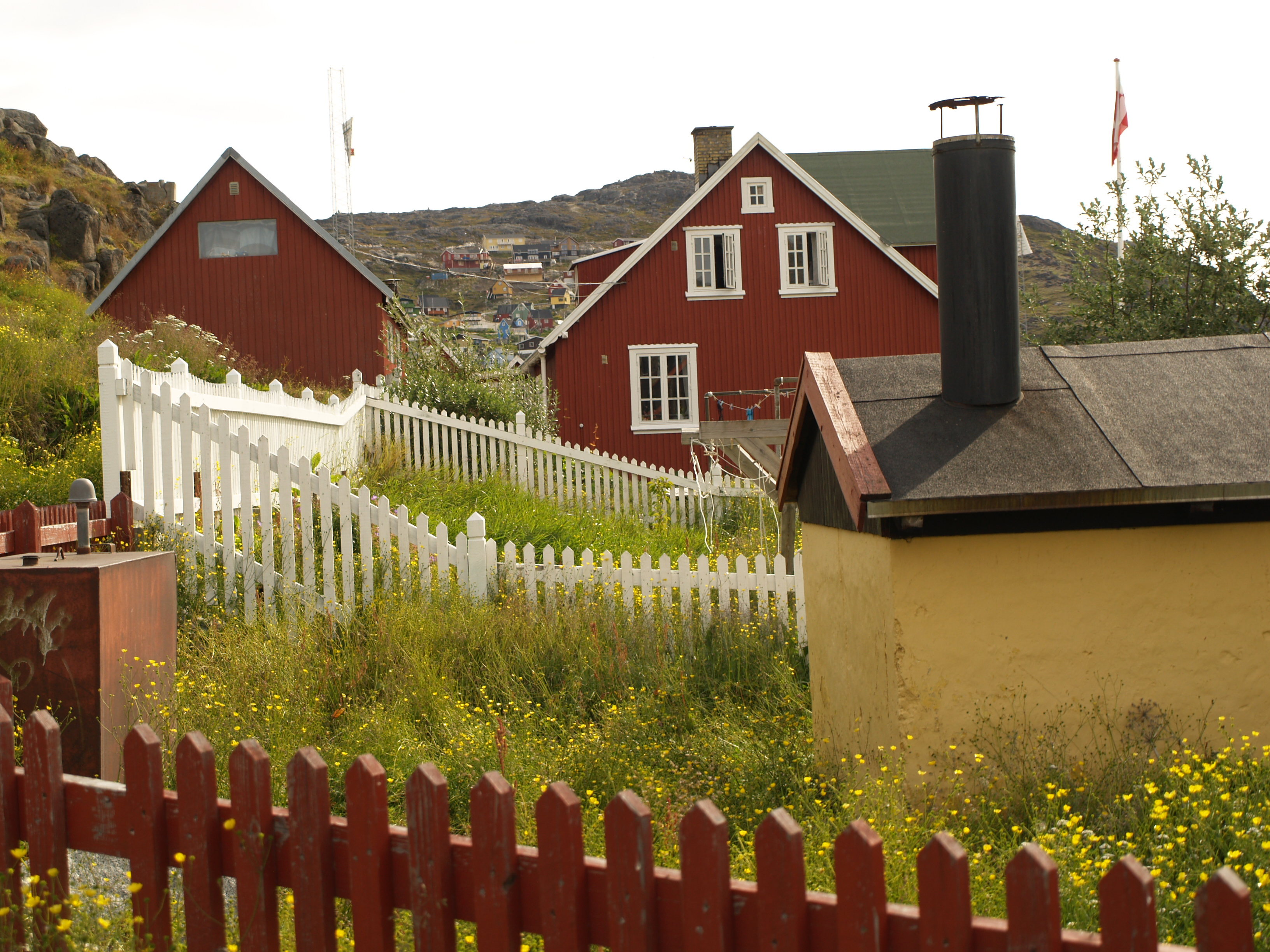
Qaqortoq på sommaren.

Qaqortoq Uttal (fil), danskt namn Julianehåb, är huvudort i Kujalleq kommun på Grönland, grundad 1775. Stadens namn betyder på svenska "Det vita". Med en befolkning på 3 050 personer (2020) är det den största staden/tätorten i södra Grönland och den fjärde största i hela Grönland. Tidigare var Qaqortoq en egen kommun, men efter kommunreformen 2009 ingår Qaqortoq numera i Kujalleq kommun.

## Kommunikationer
Resor till staden sker antingen med båtlinjen Arctic Umiaq Line som går längs kusten (en avgång i veckan), eller helikopter eller båt från Narsarsuaq flygplats. Det finns en helikopterflygplats i Qaqortoq.

## Näringsliv
En viktig exportprodukt som produceras här är sälskinnspälsar, något som dock är på nedgång, i och med minskad efterfrågan och ökade djurskyddsrestriktioner; bland annat är sälprodukter förbjudna i USA.

## Klimat
Tundraklimat råder i trakten. Årsmedeltemperaturen i trakten är −3 °C. Den varmaste månaden är juli, då medeltemperaturen är 5 °C, och den kallaste är februari, med −9 °C.

## Befolkning
Qaqortoq har haft en befolkning runt 3100 personer åtminstone sedan 1990-talet. I det kortare perspektivet har dock befolkningen minskat med några hundra personer sedan toppåren runt 2010. 

## Övrigt/blandat
Den 29 juli 1977 grundades det största och äldsta partiet i landet, Siumut, i staden.

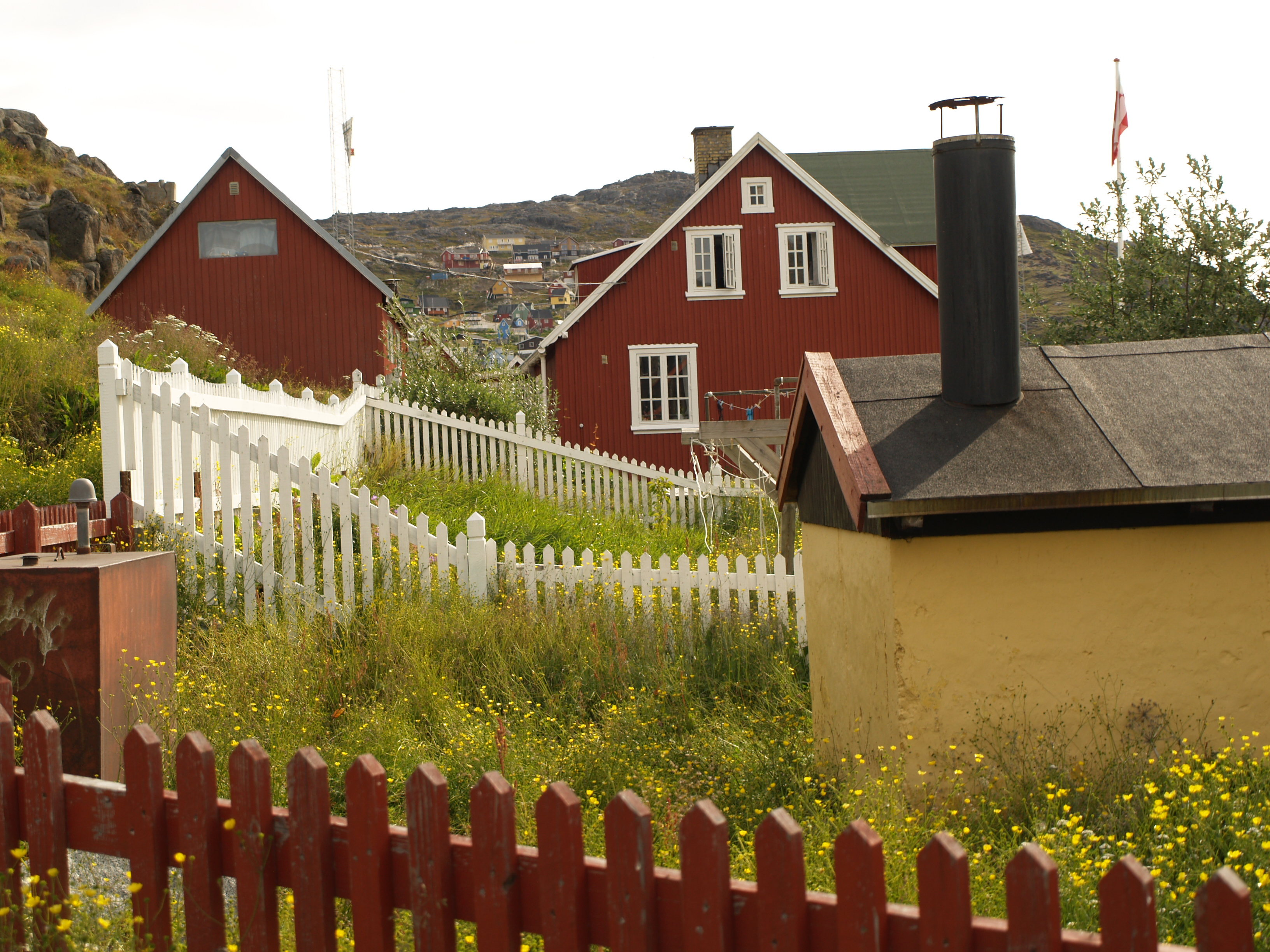
September 2009
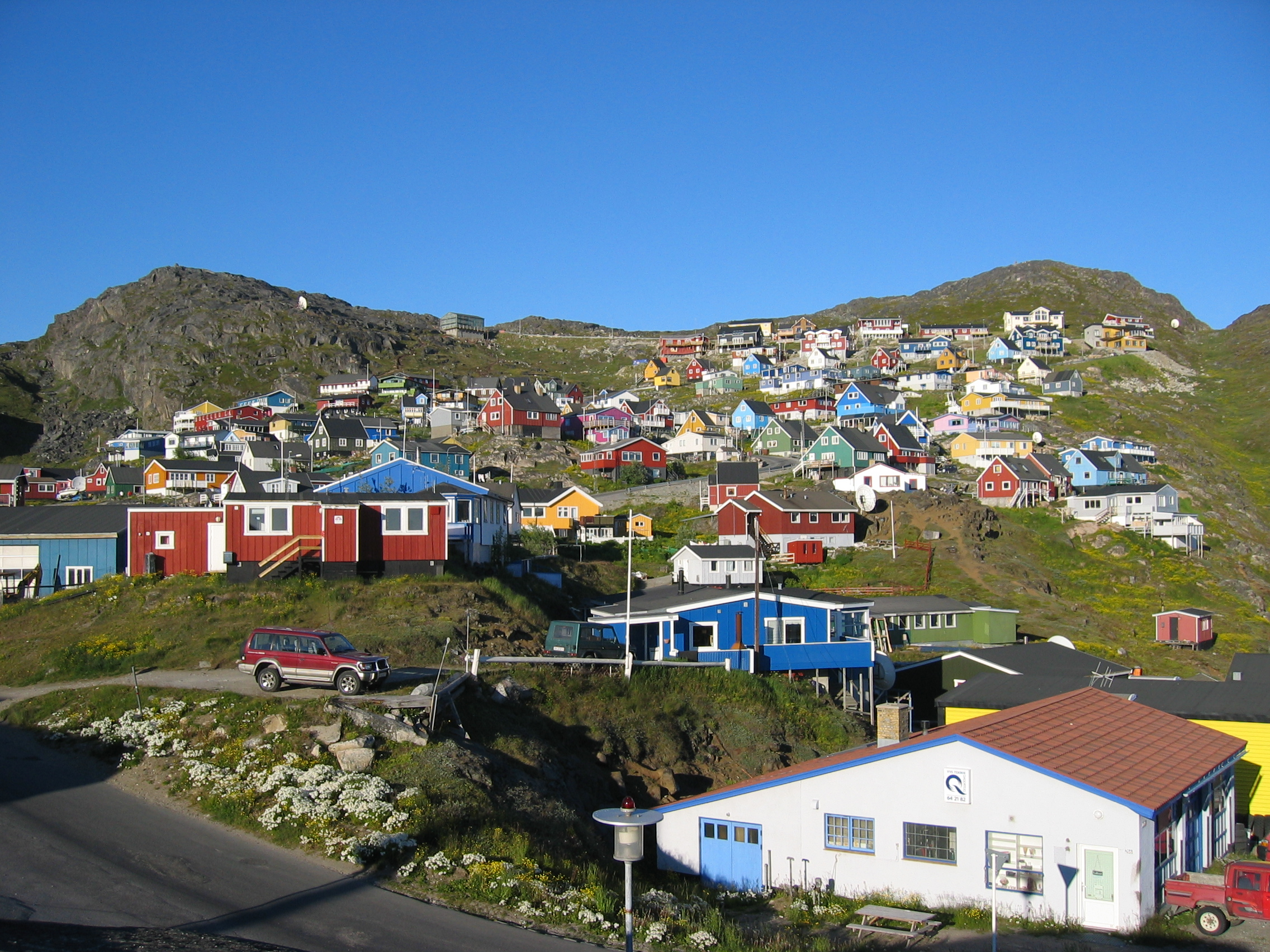
Juli 2008
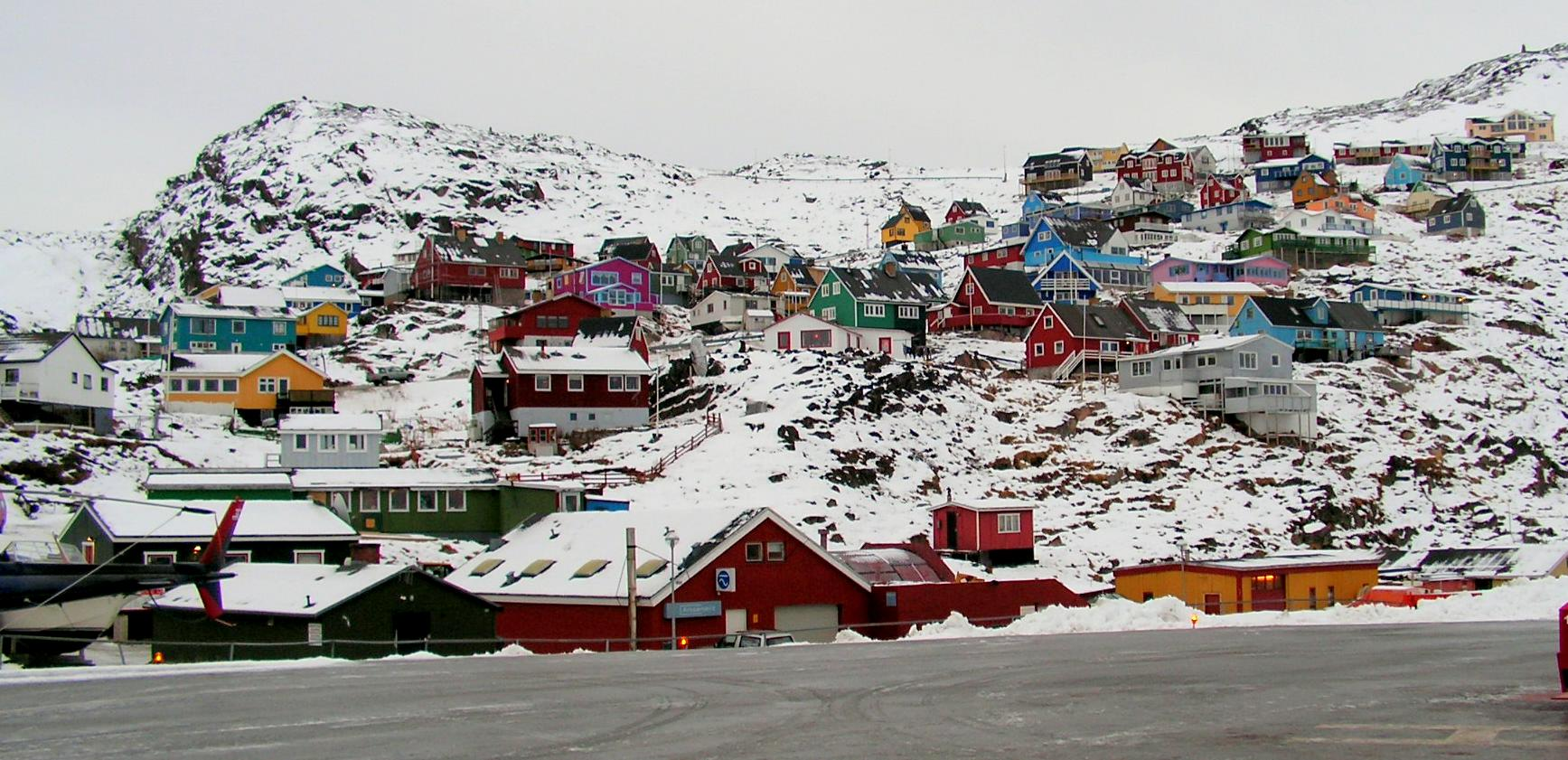
December 2005